# Palaemon serratus
La gamba plateada (Palaemon serratus) es una especie de gamba de la familia Palaemonidae, orden Decapoda.

## Descripción
Vive bajo las rocas para no ser devorada por peces, cangrejos, pulpos, calamares y otros depredadores marinos.

## Morfología
La coloración es gris plateada con bandas horizontales negras. Es parecida a la de las especies Lebbeus grandimanus y Palaemon elegans.